# Soumans
Soumans är en kommun i departementet Creuse i regionen Nouvelle-Aquitaine i de centrala delarna av Frankrike. Kommunen ligger i kantonen Boussac som tillhör arrondissementet Guéret. År 2022 hade Soumans 591 invånare.

## Befolkningsutveckling
Antalet invånare i kommunen Soumans
Referens:INSEE